# Ходаковський Микита Богданович
Микита Богданович Ходаковський (нар. 18 жовтня 1996, Дніпропетровськ, Україна) — український футболіст, опорний півзахисник.

## Життєпис

### Кар'єра
Вихованець дніпропетровського футболу. У ДЮФЛ України виступав за «Дніпро» і команду міської ДЮСШ. По завершенні навчання виступав у чемпіонаті Дніпропетровської області за «Інтер» з обласного центру. У 2016 році підписав перший професіональний контракт з «Олександрією», де не провів жодної гри, ні в основний, ні в молодіжних командах. У наступному році перейшов у кам'янську «Сталь», в складі якої виступав у молодіжній першості (13 матчів, 2 голи). 
В 2018 році був у складі кропивницької «Зірки». Дебютував в українській Прем'єр-лізі 6 травня 2018 року, на 84-й хвилині виїзного матчу проти «Олександрії», змінивши Арно Геджа. У дебютному матчі отримав жовту картку. Восени того ж року підписав контракт з першоліговим клубом «Гірник-спорт», а через рік вже став гравцем чернівецької «Буковини», за яку виступав до зимового міжсезоння сезону 2019/20. На початку лютого 2020 року підписав контракт з клубом «Львів». Втім у новій команді не заграв, лише двічі до кінця сезону виходячи на заміни в кінцівці матчів Прем'єр ліги, і влітку покинув клуб у статусі вільного агента.